# Echeveria purhepecha
Echeveria purhepecha är en fetbladsväxtart som beskrevs av I.García. Echeveria purhepecha ingår i släktet Echeveria och familjen fetbladsväxter. Inga underarter finns listade i Catalogue of Life.